# شمس مغربی
ملا محمد شیرین مغربی تبریزی معروف به شیرین یا ملامحمد شیرین و مشهور به شمس مغربی (۷۴۹–۸۰۹ هجری) صوفی و شاعر ایرانی نیمه دوم قرن هشتم هجری است.
علت ناموری و تخلص وی به مغربی را عده‌ای سفر او به مغرب و خرقه پوشیدن از دست یکی از منسوبین ابن عربی می‌دانند.
وی در قریهٔ امند یا انبند از قراء و بلوک رودقات تبریز متولد شده و در همان‌جا نشو و نما یافته است. برخی نام دیار او را انبندات، ابندات، انبد و امند نیز ضبط کرده‌اند.
مغربی در طریقت پیرو اسماعیل سیسی از یاران نورالدین عبدالرحمان اسفراینی و مصاحب کمال الدین خجندی بود. علاوه بر اسماعیل سیسی دیگر استادان او عبارتند از: بهاءالدین همدانی و محیی الدین بن عربی و سعدالدین تبریزی و عبدالمومن سراوی. عده ای او را به طریقه سهروردیه یا معروفیه منسوب کرده‌اند. باوجود اینکه بعضی از استادان وی پرورش یافته مشربهایی بودند که دنباله سنت اول به‌شمار می‌رود اما آثار وی از حکایت می‌کند که او به سنت دوم و آراء ابن عربی و شاگردانش سخت تمایل داشته است.
به اعتقاد ابن کربلایی، شمس‌الدین اقطابی و پسرش عبدالرحیم خلوتی مشرقی، هر دو مرید مغربی تبریزی بوده‌اند. به علاوه زبان فارسی، اشعاری به زبان عربی و فهلوی آذری از وی بدست رسیده است.
بیشتر این اشعار موضوعات عرفانی به ویژه وحدت وجود، اهمیت سلوک، تقرب و حسب حال عرفانی سالک است.
دیوان مغربی حاوی سه هزار بیت در قالب غزل، ترجیع بند و رباعی است که مضمون بیشتر آنها موضوعات عرفانی به ویژه وحدت وجود، اهمیت سلوک، تقرب و حسب حال عرفانی سالک است. با همه توجهی که مغربی به عرفان و موضوعات توحیدی دارد، شعر او از جاذبه هنری ممتاز خالی است. شعر مغربی به تقلید از آثار سده ششم و هفتم هجری و خالی از صنایع بدیع دل‌انگیز و کاربردهای تازه استعاره، تشبیه و دیگر آرایه‌های ادبی است. وی علاوه بر دیوان آثار دیگری نیز دارد از جمله: اسرار الفاتحه، رساله جام جهان‌نمادر شرح آراء ابن عربی و منتخبی از شرح قصیده تائیه ابن فارض، درالفرید فی معرفة التوحید به زبان فارسی در توحید و افعال و صفات حق، نزهة الساسانیه، نصیحت نامه، ارائة الدقایق فی شرح مرآت الحقائق.

## درگذشت
شمس الدین محمد مغربی در یکی از سالهای ۸۰۹ تا ۸۱۰ ق در سرخاب تبریز درگذشت و در حظیره بابافرید به خاک سپرده شد.